# Колхо, Войтто
Войтто Валдемар Колхо (фин. Voitto Valdemar Kolho; 6 февраля 1885, Кеуруу, Великое княжество Финляндское — 4 октября 1963, Хельсинки, Финляндия) — финский стрелок, призёр Олимпийских игр; старший брат стрелка Юрьё Колхо.

## Биография
Родился в 1885 году в Кеуруу, Великое княжество Финляндское. В 1908 году принял участие в составе финской команды в Олимпийских играх в Лондоне, но не смог завоевать медалей; в стрельбе из винтовки из трёх положений он стал лишь 17-м (а вся команда заняла 8-е место). В 1912 году, на Олимпийских играх в Стокгольме, он опять не смог завоевать медалей, став в стрельбе из винтовки из трёх положений лишь 13-м (а вся команда заняла 5-е место).
После обретения Финляндией независимости Войтто Колхо выступал уже за независимую Финляндию. В 1920 году на Олимпийских играх в Антверпене он принял участие в соревнованиях по семи стрелковым дисциплинам, и завоевал бронзовую медаль в составе команды в стрельбе из винтовки лёжа на дистанции 300 м. В 1924 году он принял участие в Олимпийских играх в Париже, но не смог завоевать медалей.